# Olivier Grouillard
Olivier Grouillard (n. 2 septembrie 1958) este un fost pilot francez de Formula 1 care a evoluat în Campionatul Mondial între anii 1989 și 1992.

## Cariera în Formula 1
| Sezon | Echipă                                        | Puncte | Loc clasament general |
| ----- | --------------------------------------------- | ------ | --------------------- |
| 1989  | Ligier Loto                                   | 1      | 26                    |
| 1990  | Osella Squadra Corse                          | 0      | -                     |
| 1991  | Fondmetal / Automobiles Gonfaronaise Sportive | 0      | -                     |
| 1992  | Tyrrell Racing Organisation                   | 0      | -                     |